# Eccrita major
Eccrita major är en fjärilsart som beskrevs av Max Wilhelm Karl Draudt 1950. Eccrita major ingår i släktet Eccrita och familjen nattflyn. Inga underarter finns listade i Catalogue of Life.